# Scriptores Historiae Augustae
Scriptores Historiae Augustae (łac. pisarze historii cesarskiej) — według tradycji grupa sześciu biografistów, żyjąca za czasów Dioklecjana i Konstantyna. Oto ich imiona: Aelius Spartianus, Iulius Capitolinus, Vulcatius Gallicanus, Aelius Lampridius, Trebellius Pollio i Flavius Vopiscus. Autorzy ci mieli być twórcami dzieła Historia Augusta.